# EHF European League der Frauen 2025/26
An der EHF European League 2025/26 nehmen 36 Handball-Vereinsmannschaften teil, die sich in der vorangegangenen Saison in ihren Heimatländern für den Wettbewerb qualifiziert hatten. Es ist die sechste Austragung des von der Europäischen Handballföderation (EHF) veranstalteten Wettbewerbs für europäische Vereinsmannschaften. 

## Runde 1
Die erste Runde wird nicht ausgetragen.

## Runde 2
An der zweiten Runde nehmen 18 Mannschaften teil. Die Gewinner werden in einem Hin- und Rückspiel im Zeitraum 27. September bis 5. Oktober 2025 ermittelt und ziehen in die dritte Runde ein.

### Qualifizierte Teams
| - Hypo Niederösterreich - DHK Baník Most - Horsens HK - Entente Sportive Bisontine Féminin - O.F.N. Ionias - Valur Reykjavík - JuRo Unirek VZV - Molde HK - Benfica Lissabon | - Rapid Bukarest - ŽRK Crvena Zvezda - IK Sävehof - Skara HF - LC Brühl Handball - Spono Eagles - GC Amicitia Zürich - Armada Praxis Yalikavaspor - Mosonmagyaróvári KC SE |

### Ausgeloste Spiele und Ergebnisse
| Mannschaft 1                       | Mannschaft 2       | Hinspiel                 | Rückspiel                | Gesamt |
| ---------------------------------- | ------------------ | ------------------------ | ------------------------ | ------ |
| Molde HK                           | Skara HF           | 27./28.09.2025 --:-- Uhr | 04..10.2025 14:00 Uhr    | - : -  |
| Molde HK                           | Skara HF           | - : - (- : -)            | - : - (- : -)            | - : -  |
| Molde HK                           | Skara HF           | - Zuschauer              | - Zuschauer              | - : -  |
| Armada Praxis Yalikavaspor         | Horsens HK         | 28.09.2025 16:00 Uhr     | 04./05.10.2025 --:-- Uhr | - : -  |
| Armada Praxis Yalikavaspor         | Horsens HK         | - : - (- : -)            | - : - (- : -)            | - : -  |
| Armada Praxis Yalikavaspor         | Horsens HK         | - Zuschauer              | - Zuschauer              | - : -  |
| Mosonmagyaróvári KC SE             | O.F.N. Ionias      | 27./28.09.2025 --:-- Uhr | 04./05.10.2025 --:-- Uhr | - : -  |
| Mosonmagyaróvári KC SE             | O.F.N. Ionias      | - : - (- : -)            | - : - (- : -)            | - : -  |
| Mosonmagyaróvári KC SE             | O.F.N. Ionias      | - Zuschauer              | - Zuschauer              | - : -  |
| Hypo Niederösterreich              | Rapid Bukarest     | 27./28.09.2025 --:-- Uhr | 04./05.10.2025 --:-- Uhr | - : -  |
| Hypo Niederösterreich              | Rapid Bukarest     | - : - (- : -)            | - : - (- : -)            | - : -  |
| Hypo Niederösterreich              | Rapid Bukarest     | - Zuschauer              | - Zuschauer              | - : -  |
| JuRo Unirek VZV                    | Valur Reykjavík    | 27./28.09.2025 --:-- Uhr | 04./05.10.2025 --:-- Uhr | - : -  |
| JuRo Unirek VZV                    | Valur Reykjavík    | - : - (- : -)            | - : - (- : -)            | - : -  |
| JuRo Unirek VZV                    | Valur Reykjavík    | - Zuschauer              | - Zuschauer              | - : -  |
| Spono Eagles                       | ŽRK Crvena Zvezda  | 27.09.2025 16:00 Uhr     | 28.09.2025 15:30 Uhr     | - : -  |
| Spono Eagles                       | ŽRK Crvena Zvezda  | - : - (- : -)            | - : - (- : -)            | - : -  |
| Spono Eagles                       | ŽRK Crvena Zvezda  | Zuschauer                | - Zuschauer              | - : -  |
| LC Brühl Handball                  | GC Amicitia Zürich | 27.09.2025 18:30 Uhr     | 04.10.2025 15:00 Uhr     | - : -  |
| LC Brühl Handball                  | GC Amicitia Zürich | - : - (- : -)            | - : - (- : -)            | - : -  |
| LC Brühl Handball                  | GC Amicitia Zürich | - Zuschauer              | - Zuschauer              | - : -  |
| Entente Sportive Bisontine Féminin | DHK Baník Most     | 27.09.2025 19:00 Uhr     | 04./05.10.2025 --:-- Uhr | - : -  |
| Entente Sportive Bisontine Féminin | DHK Baník Most     | - : - (- : -)            | - : - (- : -)            | - : -  |
| Entente Sportive Bisontine Féminin | DHK Baník Most     | - Zuschauer              | - Zuschauer              | - : -  |
| IK Sävehof                         | Benfica Lissabon   | 28.09.2025 14:30 Uhr     | 04.10.2025 18:00 Uhr     | - : -  |
| IK Sävehof                         | Benfica Lissabon   | - : - (- : -)            | - : - (- : -)            | - : -  |
| IK Sävehof                         | Benfica Lissabon   | - Zuschauer              | - Zuschauer              | - : -  |

## Runde 3
An der dritten Runde nehmen die neun Sieger der Runde 2 sowie weitere 15 gesetzte Mannschaften teil. Die Gewinner der im November 2025 ausgetragenen Partien ziehen in die im Januar 2026 beginnende Gruppenphase ein. Der Gewinner der Zweitrundenbegegnung Mosonmagyaróvári KC SE und O.F.N. Ionias wird direkt in die Gruppenphase einziehen, da der zugeloste Drittrundengegner Tertnes IL nach der Auslosung einen vakanten Platz in der Gruppenphase zugesprochen wurde.

### Qualifizierte Teams
| - HSG Bensheim/Auerbach - HSG Blomberg-Lippe - VfL Oldenburg - Viborg HK - Balonmano Bera Bera - Chambray Touraine Handball - JDA Bourgogne Dijon - RK Dalmatinka Ploče - ŽRK Lokomotiva Zagreb - Larvik HK - MKS Zagłębie Lubin | - MKS Lublin - CS Minaur Baia Mare - Esztergomi KC |

### Ausgeloste Spiele und Ergebnisse
| Mannschaft 1                           | Mannschaft 2                                       | Hinspiel                 | Rückspiel                | Gesamt |
| -------------------------------------- | -------------------------------------------------- | ------------------------ | ------------------------ | ------ |
| MKS Lublin                             | MKS Zagłębie Lubin                                 | 08./09.11.2025 --:-- Uhr | 15./16.11.2025 --:-- Uhr | - : -  |
| MKS Lublin                             | MKS Zagłębie Lubin                                 | - : - (- : -)            | - : - (- : -)            | - : -  |
| MKS Lublin                             | MKS Zagłębie Lubin                                 | - Zuschauer              | - Zuschauer              | - : -  |
| Esztergomi KC                          | Spono Eagles/ ŽRK Crvena Zvezda                    | 08./09.11.2025 --:-- Uhr | 15./16.11.2025 --:-- Uhr | - : -  |
| Esztergomi KC                          | Spono Eagles/ ŽRK Crvena Zvezda                    | - : - (- : -)            | - : - (- : -)            | - : -  |
| Esztergomi KC                          | Spono Eagles/ ŽRK Crvena Zvezda                    | - Zuschauer              | - Zuschauer              | - : -  |
| IK Sävehof/ Benfica Lissabon           | Viborg HK                                          | 08./09.11.2025 --:-- Uhr | 15.11.2025 14:00 Uhr     | - : -  |
| IK Sävehof/ Benfica Lissabon           | Viborg HK                                          | - : - (- : -)            | - : - (- : -)            | - : -  |
| IK Sävehof/ Benfica Lissabon           | Viborg HK                                          | - Zuschauer              | - Zuschauer              | - : -  |
| Chambray Touraine Handball             | Entente Sportive Bisontine Féminin/ DHK Baník Most | 08./09.11.2025 --:-- Uhr | 15./16.11.2025 --:-- Uhr | - : -  |
| Chambray Touraine Handball             | Entente Sportive Bisontine Féminin/ DHK Baník Most | - : - (- : -)            | - : - (- : -)            | - : -  |
| Chambray Touraine Handball             | Entente Sportive Bisontine Féminin/ DHK Baník Most | - Zuschauer              | - Zuschauer              | - : -  |
| Larvik HK                              | Molde HK/ Skara HF                                 | 08./09.11.2025 --:-- Uhr | 15./16.11.2025 --:-- Uhr | - : -  |
| Larvik HK                              | Molde HK/ Skara HF                                 | - : - (- : -)            | - : - (- : -)            | - : -  |
| Larvik HK                              | Molde HK/ Skara HF                                 | - Zuschauer              | - Zuschauer              | - : -  |
| Hypo Niederösterreich/ Rapid Bukarest  | HSG Bensheim/Auerbach                              | 08./09.11.2025 --:-- Uhr | 15./16.11.2025 --:-- Uhr | - : -  |
| Hypo Niederösterreich/ Rapid Bukarest  | HSG Bensheim/Auerbach                              | - : - (- : -)            | - : - (- : -)            | - : -  |
| Hypo Niederösterreich/ Rapid Bukarest  | HSG Bensheim/Auerbach                              | - Zuschauer              | - Zuschauer              | - : -  |
| HSG Blomberg-Lippe                     | JuRo Unirek VZV/ Valur Reykjavík                   | 08./09.11.2025 --:-- Uhr | 15./16.11.2025 --:-- Uhr | - : -  |
| HSG Blomberg-Lippe                     | JuRo Unirek VZV/ Valur Reykjavík                   | - : - (- : -)            | - : - (- : -)            | - : -  |
| HSG Blomberg-Lippe                     | JuRo Unirek VZV/ Valur Reykjavík                   | - Zuschauer              | - Zuschauer              | - : -  |
| ŽRK Lokomotiva Zagreb                  | LC Brühl Handball/ GC Amicitia Zürich              | 08./09.11.2025 --:-- Uhr | 15./16.11.2025 --:-- Uhr | - : -  |
| ŽRK Lokomotiva Zagreb                  | LC Brühl Handball/ GC Amicitia Zürich              | - : - (- : -)            | - : - (- : -)            | - : -  |
| ŽRK Lokomotiva Zagreb                  | LC Brühl Handball/ GC Amicitia Zürich              | - Zuschauer              | - Zuschauer              | - : -  |
| Armada Praxis Yalikavaspor/ Horsens HK | CS Minaur Baia Mare                                | 08./09.11.2025 --:-- Uhr | 15./16.11.2025 --:-- Uhr | - : -  |
| Armada Praxis Yalikavaspor/ Horsens HK | CS Minaur Baia Mare                                | - : - (- : -)            | - : - (- : -)            | - : -  |
| Armada Praxis Yalikavaspor/ Horsens HK | CS Minaur Baia Mare                                | - Zuschauer              | - Zuschauer              | - : -  |
| RK Dalmatinka Ploče                    | VfL Oldenburg                                      | 08./09.11.2025 --:-- Uhr | 15./16.11.2025 --:-- Uhr | - : -  |
| RK Dalmatinka Ploče                    | VfL Oldenburg                                      | - : - (- : -)            | - : - (- : -)            | - : -  |
| RK Dalmatinka Ploče                    | VfL Oldenburg                                      | - Zuschauer              | - Zuschauer              | - : -  |
| Balonmano Bera Bera                    | JDA Bourgogne Dijon                                | 08.11.2025 18:00 Uhr     | 15./16.11.2025 --:-- Uhr | - : -  |
| Balonmano Bera Bera                    | JDA Bourgogne Dijon                                | - : - (- : -)            | - : - (- : -)            | - : -  |
| Balonmano Bera Bera                    | JDA Bourgogne Dijon                                | - Zuschauer              | - Zuschauer              | - : -  |

## Gruppenphase
Neben den zwölf Gewinner der 3. Runde waren ursprünglich die vier gesetzten Mannschaften Thüringer HC, Nykøbing Falster Håndboldklub, Sola HK und CSM Corona Brașov für die Gruppenphase startberechtigt. Nachdem Sola HK einen Startplatz in der EHF Champions League erhalten hatte, rückte Tertnes IL nach.